# Шаркова, Полина Юрьевна
Полина Юрьевна Шаркова (в девичестве Ведёхина; род. 6 января 1994, Волгоград) — российская гандболистка, левый полусредний игрок сборной России и клуба «Астраханочка». Чемпионка летней Универсиады 2015 года. Четырёхкратная чемпионка России. Серебряный призер Олимпийских игр-2020 в Токио. Заслуженный мастер спорта России (2021).

## Биография
В 2011 году состоялся дебют Полины во взрослом гандболе в составе волгоградского «Динамо». В первом же сезоне Ведёхина стала чемпионкой России, после чего ещё дважды подряд с бело-голубыми становилась чемпионкой. В сезоне-2014/15 в составе «Динамо» участвовала в «Финале четырех» Лиги чемпионов. Летом 2017-го она перешла в тольяттинскую «Ладу», с которой дважды завоевала серебряные медали Суперлиги.
Летом 2019 года Полина стала игроком московского ЦСКА с которым выиграла золотые медали в 2021 году.
Окончила Волгоградский архитектурно-строительный университет. 
Мастер спорта России международного класса (присвоено за победу на летней Универсиаде 2015 года в Корее).

## Карьера в сборной
В составе юниорской сборной России в 2011 году Полина стала чемпионкой Европы. На следующий год завоевала серебро юниорского чемпионата мира. Еще одно золото чемпионата Европы Ведёхина выиграла в составе молодежной сборной России в 2013 году, а через год получила серебряную медаль молодежного ЧМ.
Была участницей чемпионатов мира 2015 и 2017 годов. Стала победительницей летней Универсиады 2015 года в Корее.

## Награды
- Медаль ордена «За заслуги перед Отечеством» I степени (11 августа 2021 года) — за большой вклад в развитие отечественного спорта, высокие спортивные достижения, волю к победе, стойкость и целеустремленность, проявленные на Играх XXXII Олимпиады 2020 года в городе Токио (Япония)[5].